# 孟萨镇区
孟萨镇区，又作勐撒镇区，是缅甸掸邦孟萨县下辖的一个镇区，治所位于孟萨。